# Oceania (musikalbum)
Oceania är det åttonde studioalbumet av det amerikanska alternativ rock-bandet The Smashing Pumpkins, utgivet den 19 juni 2012 på EMI och Martha's Music. Albumet producerades av frontfiguren Billy Corgan tillsammans med Bjorn Thorsrud som en del av gruppens 44-spåriga konceptalbum Teargarden by Kaleidyscope. I september 2012 hade Oceania sålts i över 102 000 exemplar i USA. Det är det första fullängdsalbumet inspelat med trummisen Mike Byrne, basisten Nicole Fiorentino och gitarristen Jeff Schroeder. 
Corgan menar att Oceania är deras bästa prestation sedan Mellon Collie, och jämfört med tidigare material säger han att "Det är första gången där du faktiskt hör mig undgå det gamla bandet. Jag reagerar inte mot det eller för det eller i skuggan av det.". Gällande temat kring albumet har Corgan sagt att det delvis handlar om "människor som kämpar för att hitta en social identitet i dagens snabbt föränderliga, teknologirika kultur" och tillägger "Jag tror att alienation verkar vara huvudtemat – alienation i kärlek och alienation i kultur".
Allmusic gav albumet 4 av 5 stjärnor och kommenterade "På Oceania finns några av de mest minnesvärda och medryckande låtarna Corgan har levererat sedan 1993 års Siamese Dream".

## Låtlista
Alla låtar är skrivna och komponerade av Billy Corgan. 
| Nr  | Titel                  | Längd |
| --- | ---------------------- | ----- |
| 1.  | Quasar                 | 4:55  |
| 2.  | Panopticon             | 3:52  |
| 3.  | The Celestials         | 3:57  |
| 4.  | Violet Rays            | 4:19  |
| 5.  | My Love is Winter      | 3:32  |
| 6.  | One Diamond, One Heart | 3:50  |
| 7.  | Pinwheels              | 5:43  |
| 8.  | Oceania                | 9:05  |
| 9.  | Pale Horse             | 4:37  |
| 10. | The Chimera            | 4:16  |
| 11. | Glissandra             | 4:06  |
| 12. | Inkless                | 3:08  |
| 13. | Wildflower             | 4:42  |

## Listplaceringar
| Lista (2012)                     | Högsta position |
| -------------------------------- | --------------- |
| Australiska albumlistan          | 8               |
| Belgiska albumlistan (Flandern)  | 25              |
| Belgiska albumlistan (Vallonien) | 27              |
| Brittiska albumlistan            | 19              |
| Irländska albumlistan            | 24              |
| Nederländska albumlistan         | 34              |
| Nyzeeländska albumlistan         | 9               |
| Portugisiska albumlistan         | 16              |
| Schweiziska albumlistan          | 19              |
| Tyska albumlistan                | 36              |
| USA Billboard 200                | 4               |
| USA Independent Albums Chart     | 1               |
| USA Alternative Albums           | 2               |
| USA Rock Albums                  | 2               |
| Österrikiska albumlistan         | 25              |

## Medverkande
The Smashing Pumpkins
- Billy Corgan – sång, gitarr, keyboard, producent
- Jeff Schroeder – gitarr
- Nicole Fiorentino – bas, bakgrundssång
- Mike Byrne – trummor, bakgrundssång

Produktion
- Geoff Benge – gitarrtekniker
- David Bottrill – mixning
- Balthazar de Ley – studiotekniker
- Kevin Dippold – ljudtekniker, bakgrundssång
- Ryan Grostefon – ljudtekniker
- Bob Ludwig – mastering
- Greg Norman – studiotekniker
- Richard Shay – fotografi
- Bjorn Thorsrud – producent
- Noel Waggener – AD
- Sam Wiewel – ljudtekniker
- Jason Willwerth – assistent

Information från albumhäftet samt Allmusic